# Cal Jovanics
Cal Jovanics és una casa de Torà, a la comarca del Solsonès, inclosa a l'Inventari del Patrimoni Arquitectònic de Catalunya. Forma part del conjunt de cases que tanquen pel nord la plaça de la Font, tocant a la de Cal Jovans.

## Descripció
Edifici de quatre plantes, construït amb pedra i arrebossat. Es troba en un punt de la vila de fort desnivell, per això accedim a la planta baixa a través d'una escalinata de dos trams paral·lels a la façana. En aquesta primera planta podem veure-hi una galeria amb dues arcades de mig punt, sustentades per un gran pilar.

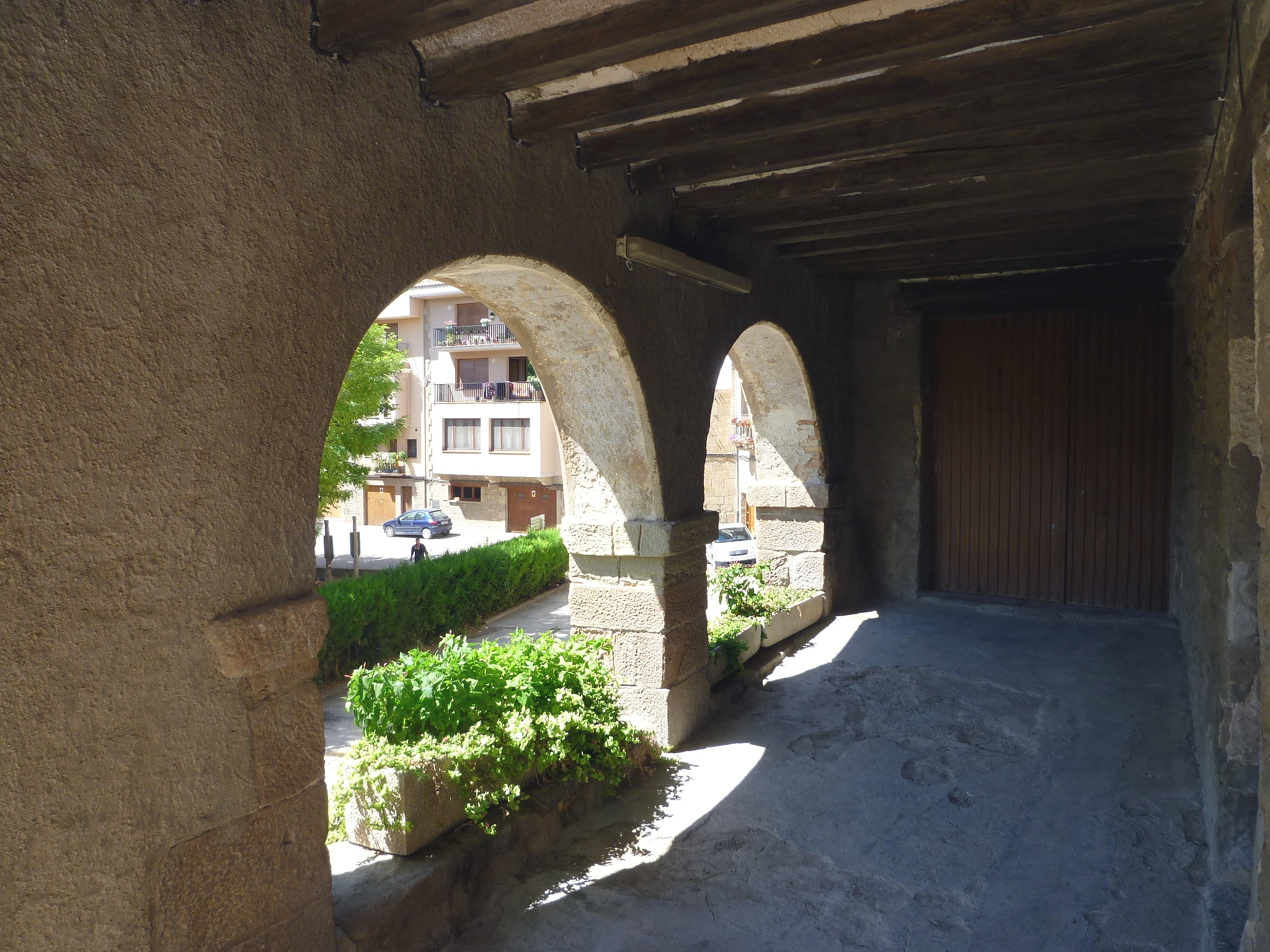
La galeria

A la primera planta s'hi pot veure una gran obertura d'arc escarser amb balcó i barana de forja, dins la qual s'obren dues portes balconeres rectangulars. El segon pis repeteix l'esquema de l'anterior. Una última planta encapçala l'edifici amb dues finestres rectangular modernes, una més gran i l'altra més petita.
La totalitat de la façana es troba arrebossada i amb restes de policromia de color argila, exceptuant el pilar de les arcades de la planta baixa, l'escalinata i les arestes de l'edifici, que deixen a la vista grans carreus de pedra.